# Centrale thermique de Westerholt
La centrale thermique de Westerholt est une centrale thermique au charbon construite en 1959 à Gelsenkirchen en Rhénanie-du-Nord-Westphalie. La centrale électrique de Westerholt avait une cheminée d'une hauteur de 337 mètres (mais plusieurs sources indiquent une hauteur de 300 mètres). La centrale électrique de Westerholt a été arrêtée le 13 mai 2003. Le 12 novembre 2006, la cheminée de la centrale électrique de Westerholt, construite en 1981, est proposée à la démolition. Elle a été démolie le 3 décembre 2006 par des explosifs. C'est la plus grande structure sur pied détruite par une explosion contrôlée.

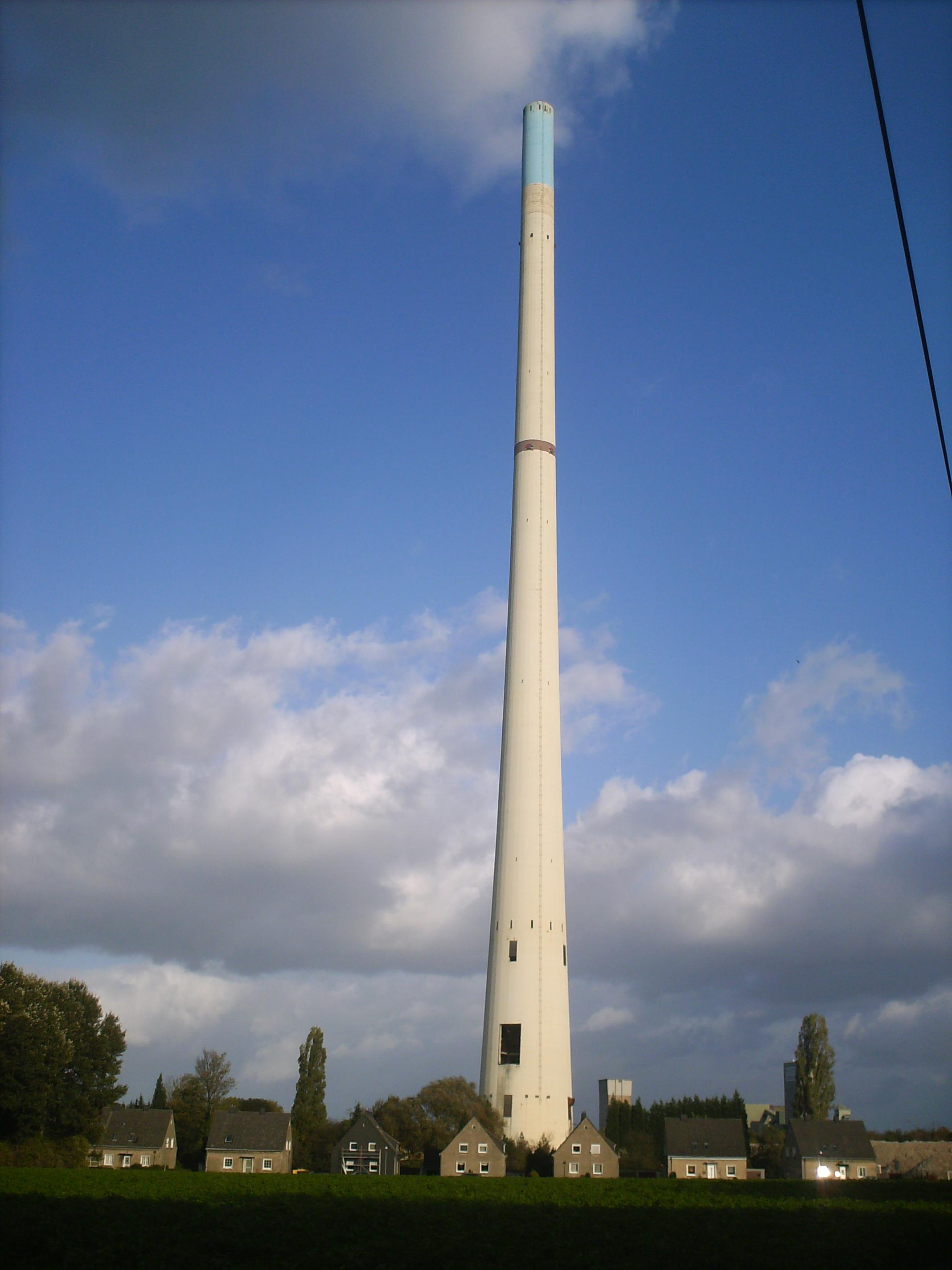
Cheminée de la centrale de Westerholt quelques jours avant sa démolition.